# 洋服

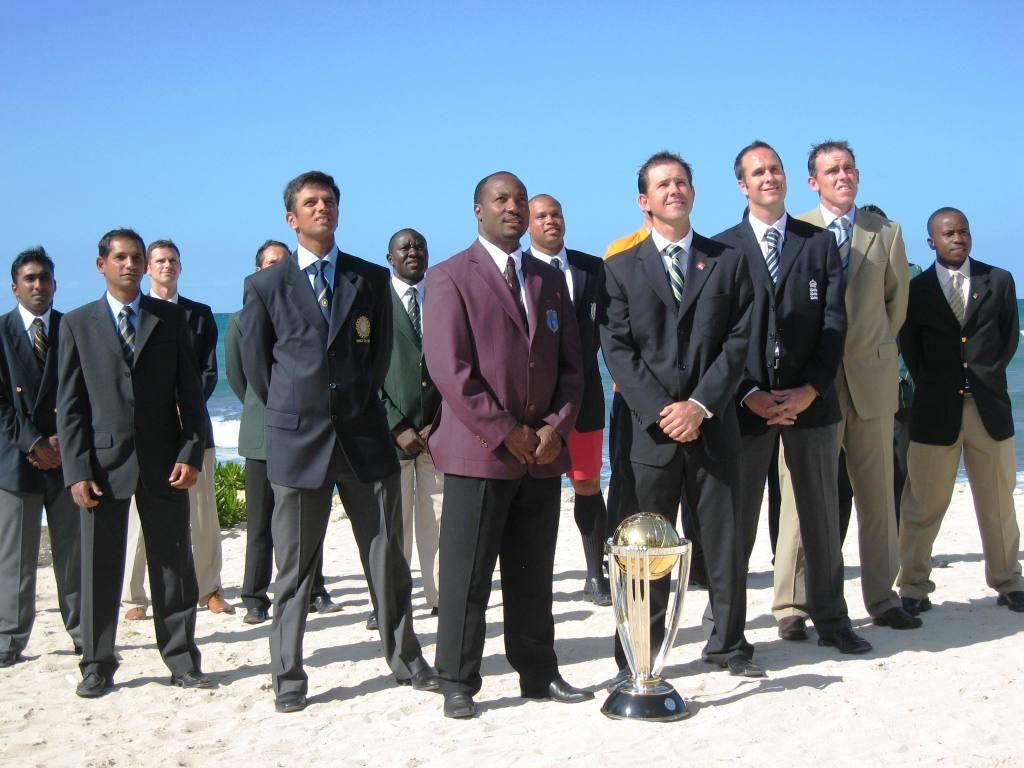
ブレザーを着たクリケットの選手たち。

洋服（ようふく）とは、西洋服の略で、西洋風の衣服のこと。英語の western clothes におおむね該当する。ヨーロッパの服飾に起源を持つが、列強各国の各地進出に伴なって、アメリカ大陸やオセアニア等の植民地をはじめ、世界各地で広く用いられ、19世紀末以降の近代化とともに、中国や日本等でも使用されるようになった。この過程で、日本語や中国語、朝鮮語において、伝統的な衣服（日本の場合和服・着物）に対する概念として、これらの西洋起源の衣服が「洋服」と呼ばれるようになった。
それ以前には、オランダ（阿蘭陀）から来た服という意味で蘭服（らんふく）、南蛮服（なんばんふく）、紅毛服（こうもうふく）と呼ばれていた。洋服は各地の伝統的な服飾の要素も取り入れながら発展し、民族服の形成・変化にも影響を与えた。現在では、背広やドレス、シャツとズボンやスカートの組み合わせ等の他、アメリカ合衆国を中心に発展した簡素なTシャツ、ジーンズ等が世界中で使用されている。今日の日本では、洋服が一般的になったため、単に「服」といえば洋服を、「着物（きもの）」といえば和服を指すことが多い。何百年も前から人々は自分を表す為に洋服又被服を纏ってきた。
縫製技術から見ると、和服が直線に裁った生地を縫い合わせるのが基本であるのに対し、洋服は身体の形状に合わせて曲線的に裁った生地を縫い合わせるのが基本である。

## 日本における洋服

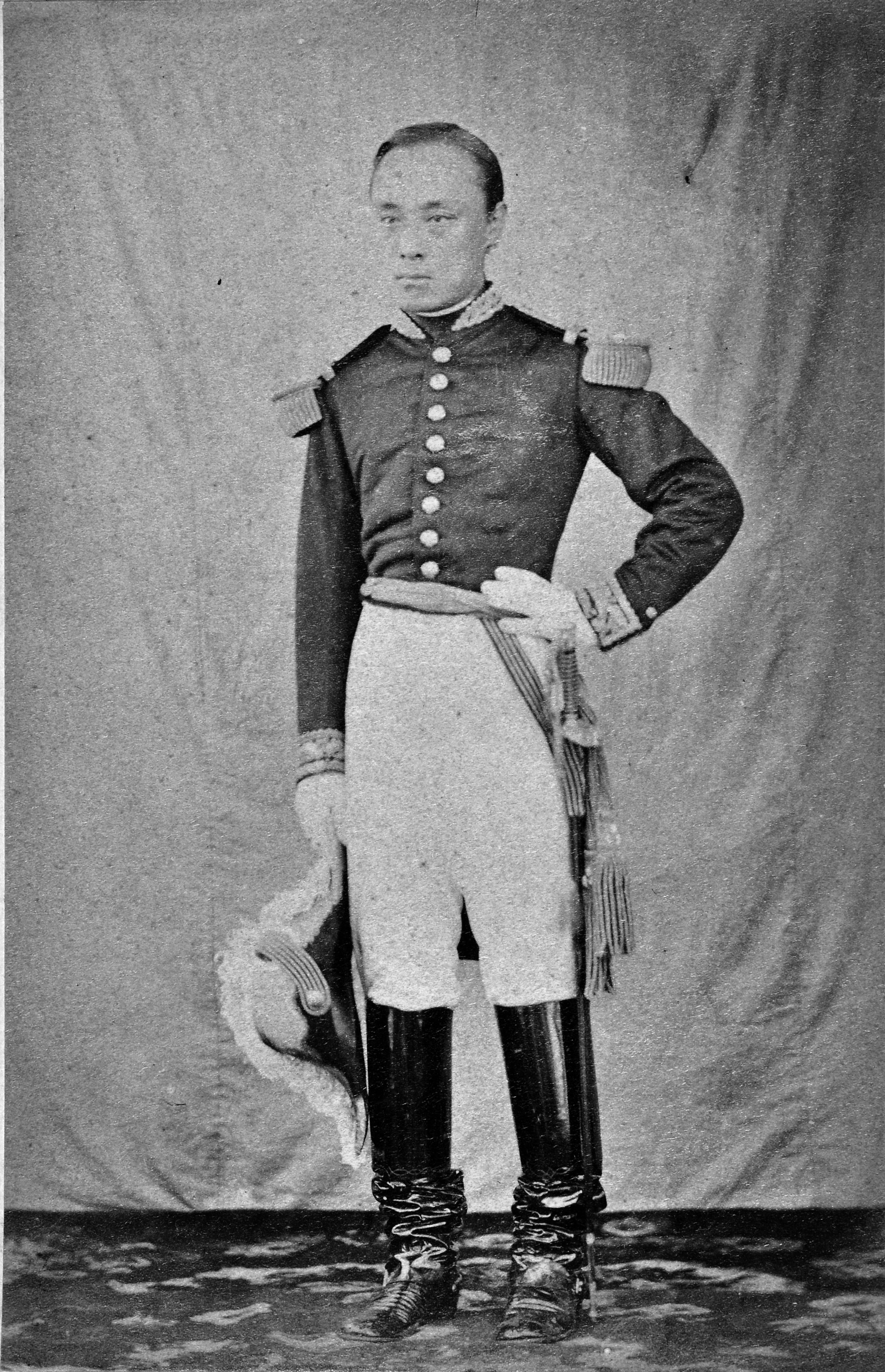
ナポレオン3世から贈られた司令官服を着る徳川慶喜

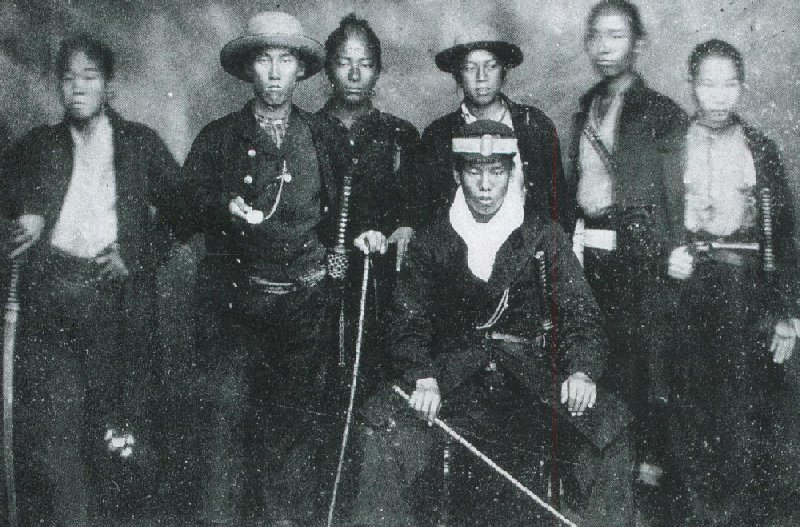
長州奇兵隊

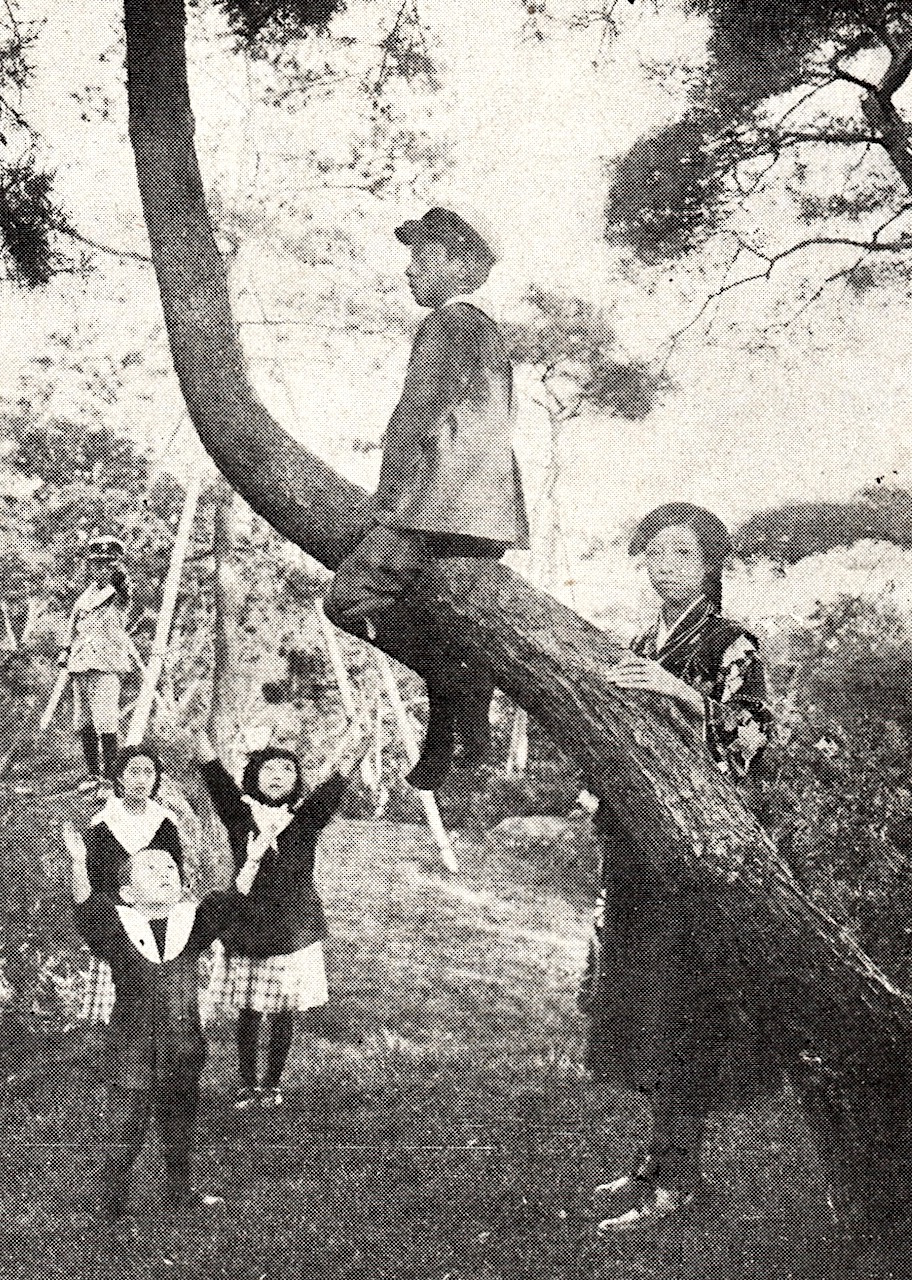
1920年（大正9年）、資産家の子供たち。

16世紀、ポルトガルやスペインからキリスト教宣教師等が日本に渡来すると、日本でも西洋風の服飾（南蛮服）が見られるようになった。織田信長は西欧の服や鎧を着ることも好んだことが知られている。江戸時代、日本は鎖国政策を敷いたため、基本的には人々が西洋風の衣服を目にすることはなかったが、長崎の出島に駐留するオランダ人等の服装は、出島以外でも、オランダ商館長の江戸参府等を通じて目にすることができた。
1858年の日米修好通商条約により各地の港が開かれると、役人や通訳などの直接外国人と交渉をする立場の人間を中心として、洋服を着用するものが現われた。江戸時代にはキリスト教に対する禁教令により、洋服を着ることは忌避されたが、幕末に至り軍備の西洋化を進める諸藩や幕府では、西洋式の軍服を導入した。1864年、禁門の変を理由に長州征伐の兵を挙げるに際しては、軍服を西洋式にすることを決め、小伝馬町の商人である守田治兵衛が2000人分の軍服の製作を引き受け、試行錯誤しながらも作り上げた。日本においての洋服の大量生産は、記録に残る限りこれが初だとされる。この頃、最後の将軍徳川慶喜がナポレオン3世から贈られた司令官服を着用した写真が残っている。また長州奇兵隊の兵も西洋式の軍服を着ていた。
明治政府は欧化政策をとり、その一環として伊藤博文は宮中での洋服着用を推進した。1872年の太政官布告339号（大礼服及通常礼服ヲ定メ衣冠ヲ祭服ト為ス等ノ件）により、男性については、ヨーロッパの宮廷服にならった大礼服などが定められた。またその前年の1871年の散髪脱刀令（太政官399号）により髪型も従来の髷から散切り頭が一般にも広まった。以後、警官・鉄道員・郵便夫等の制服、また教員の服装などが西洋化した。制服の製造またその払い下げ品を扱うところから、洋服の仕立て屋や貸し出し店が各地にできた。大正時代にサラリーマン層が成立すると、公の場では少なくとも男性は洋装をしネクタイを着用するのが当たり前となった。しかし、自宅に戻ると和服を着て過ごす人も多く、職業によっては仕事の際にも和服を着用した。だが洋服は和服よりも防寒性、活動性に優れるため、明治期に開拓が本格化した北海道では洋服がいち早く普及した。
一方、女性の洋装化は遅れ、上流階級では鹿鳴館の舞踏会で着用されたほか、1886年（明治19年）に女性の大礼服などが定められたが、一般には和服が着用された。1908年（明治41年）、東京新橋駅構内に、洋装の花売り娘（14歳）が現われ、評判となった。大正時代に入ると、大正デモクラシーの影響下、モダン・ガール（モガ）や、バスの女車掌などの職業婦人は洋服を着た。
また、教育の場では1923年（大正12年）4月から秋田県高等女学校で洋服着用の許可が出たほか、山脇高等女学校では制服が導入された。
1923年（大正12年）の関東大震災では、身体の動作を妨げる構造である和服を着用していた女性の被害が多かったことから服装改造論が起こる。翌1924年（大正13年）に「東京婦人子供服組合」が発足し、女性の服装の西洋化を目指す運動が盛んになった。1927年（昭和2年）9月21日には、同組合主催により、当時の銀座三越において日本国内初のファッションショーが開催される。これは一般からデザインを募ったファッションショーでもあった。また、日本橋にあった「白木屋」デパートにて発生した大規模火災で、和装の人々に被害が多かったという認識が示されたことも相まって、従業員の服装を西洋式に改める百貨店が増加した。
洋服に対して女性が抱いていた感覚的な抵抗感のひとつに、和服とは違い、羽織って袖を通すのでなく「頭からかぶって着る」という着脱方式の違いがあったといい、これは1950年代にも言及されている。
1930年代後半から1940年代前半にかけては、太平洋戦争の戦時体制下の物資欠乏により繊維・衣服の統制が極端に進んだ。1940年（昭和15年）に国民服令によって男性の国民服が定められた。1942年（昭和17年）からの衣料切符制度においてスーツの点数が高かったこともあり、流通する衣服の大半が点数の低い国民服となった。女性には和服と洋服を折衷した婦人標準服が制定されたが普及せず、和服を作り変えたもんぺを着用した。1945年（昭和20年）、戦争による壊滅的な打撃を受けた日本は、敗戦後はアメリカなど連合国からの援助に頼ることになった。食料などと同様、衣料品も不足し、GHQの放出衣料（古着）を通して、洋服が流通し、「占領軍ファッション」として流行した。昭和博物館は昭和期の最大の事件は、日本人の洋装化であると述べている。
ナイロンをはじめ化学繊維の統制撤廃の後、化学繊維を使用した衣服が作られ始めるのは1951年（昭和26年）頃で、繊維産業でもビニロンやテトロン（ポリエステルの商品名）、レーヨンなどの化学繊維の開発、製造が進んだ。既製服の製造・販売業も興隆し、1960年代以降、衣料の大量消費の時代に入る。
- アカデミックドレスを着た大隈重信
- 騎兵服を着た秋山好古
- 女子の大礼服マント・ド・クール